# Live Magic
Live Magic è un album dal vivo del gruppo musicale britannico Queen, registrato durante il Magic Tour, tour europeo fatto dalla band subito dopo l'uscita del precedente album A Kind of Magic e pubblicato per la prima volta in vinile e CD il 1º dicembre 1986.

## Il disco
Questo album uscito qualche mese dopo il termine del Magic Tour, fu pubblicato proprio come testimonianza dei migliori momenti live della band durante il tour europeo, eseguito in seguito all'uscita dell'album A Kind of Magic. Live Magic propone prevalentemente brani estratti dalla tappa finale del Tour (quella del 9 agosto al parco di Knebworth, ricordata soprattutto per essere l'ultima in cui Freddie Mercury salì sul palco con i Queen.
Le uniche 4 tracce che non fanno parte del concerto a Knebworth sono Hammer to Fall, eseguita live il 12 luglio allo stadio di Wembley (la data del celebre concerto che 6 anni più tardi verrà immortalata sul doppio CD "Live at Wembley '86"), Is This the World We Created... ?, tratta dalla serata dell'11 luglio sempre a Wembley ed infine A Kind of Magic e Under Pressure tratte dal concerto del 27 luglio al Népstadion di Budapest (dal quale nacque nel 1987 la VHS "Live in Budapest").
Le tracce A Kind of Magic, Another One Bites the Dust e Hammer to Fall sono proposte in versione integrale solo sull'edizione CD, mentre sul vinile sono proposte versioni editate dei brani (testimoniato anche dalla lista tracce riportata sul libretto allegato al CD, in cui accanto ai 3 brani appare la dicitura " * Full Live Version"). Inoltre altri brani tratti da questo live sono stati pesantemente editati in studio, come si può ascoltare in Tie Your Mother Down (alla quale mancano la seconda strofa e ritornello) e in Is This the World We Created... ?, We Will Rock You, Friends Will Be friends e We Are the Champions, ridotte ad una sola strofa e ritornello.

## Tracce
1. One Vision (Live at Knebworth, August 9th 1986) – 5:10 (testo: Queen)
2. Tie Your Mother Down (Live at Knebworth, August 9th 1986) – 2:59 (testo: May)
3. Seven Seas of Rhye (Live at Knebworth, August 9th 1986) – 1:21 (testo: Mercury)
4. A Kind of Magic (Live in Budapest, July 27th 1986) – 5:30 (testo: Taylor) – * Full Live Version
4:47 nella versione LP in vinile
5. Under Pressure (Live in Budapest, July 27th 1986) – 3:49 (testo: Queen, Bowie)
6. Another One Bites the Dust (Live at Knebworth, August 9th 1986) – 5:50 (testo: Deacon) – * Full Live Version
5:16 nella versione LP in vinile
7. I Want to Break Free (Live at Knebworth, August 9th 1986) – 2:41 (testo: Deacon)
8. Is This the World We Created...? (Live at Wembley Stadium, July 11th 1986) – 1:33 (testo: Mercury, May)
9. Bohemian Rhapsody (Live at Knebworth, August 9th 1986) – 4:42 (testo: Mercury)
10. Hammer to Fall (Live at Wembley Stadium, July 12th 1986) – 5:20 (testo: May) – * Full Live Version
4:42 nella versione LP in vinile
11. Radio Ga Ga (Live at Knebworth, August 9th 1986) – 4:27 (testo: Taylor)
12. We Will Rock You (Live at Knebworth, August 9th 1986) – 1:33 (testo: May)
13. Friends Will Be Friends (Live at Knebworth, August 9th 1986) – 1:09 (testo: Deacon, Mercury)
14. We Are the Champions (Live at Knebworth, August 9th 1986) – 2:01 (testo: Mercury)
15. God Save the Queen (Live at Knebworth, August 9th 1986) – 1:19 (musica: traditional, arr. May)

Durata totale: 49:24

## Formazione
- Freddie Mercury - voce, pianoforte
- Brian May - chitarra, cori
- John Deacon - basso, cori
- Roger Taylor - batteria, cori
- Spike Edney - tastiere, chitarra, cori

## Curiosità
- In quest'album, al termine di Another One Bites the Dust (eseguita a Knebworth), Freddie esegue un'improvvisazione vocale coinvolgendo anche il pubblico. Questo segmento è stato spostato di posto nella tracklist in fase di produzione in quanto originariamente seguiva la conclusione di A Kind of Magic. (ciò è anche testimoniato dalla lista tracce dell'album bootleg Electric Magic contenente l'intero concerto di Knebworth.